# فرحات حشاد
فرحات حشاد (العباسية، قرقنة، 2 فبراير 1914 - رادس، 4 ديسمبر 1952) زعيم سياسي ونقابي تونسي راحل، لمع نجمه بعد تأسيسه لاتحاد العام التونسي للشغل عام 1946م واكتسب شعبية عارمة بين الطبقة العاملة وكل مكونات المجتمع. ومناضلا من أجل استقلال بلاده عن الاستعمار الفرنسي وكان أول كاتب عام للاتحاد العام للعمال التونسي منذ إنشائه عام 1949 م وحتى اغتيال حشاد يوم 5 ديسمبر عام 1952 م.
يعتبر أحد أهم رجالات الحركة الاستقلالية في تونس مع كل من الزعيمين الحبيب بورقيبة وصالح بن يوسف. لمع نجمه بعد تأسيسه للاتحاد العام التونسي للشغل عام 1946 م واكتسب شعبية عارمة بين الطبقة العاملة التونسية.blablablablablablabla hahahahhaahhahahahhhhahahhahahahahahah
تم اغتياله في 5 ديسمبر 1952 في خضم انفجار حركة مقاومة مشهودة من التونسيين إزاء فرنسا ونفي كبار الزعماء التونسيين أو سجنهم وإذ عجز الفرنسيون عن سجن فرحات حشاد لنوع من الحصانة اكتسبها في الأوساط النقابية العمالية في الولايات المتحدة الأمريكية والعالم الحر فإنها لكف ضرره أو ما كانت تعتبره كذلك أوحت إلى مجموعة تأتمر بأوامر الفرنسيين بالقيام باغتياله وهو ما تم فعلا. فاغتيل على يد عصابة من الفرنسيين المقيمين بتونس اليد الحمراء بمنزله بالضاحية الجنوبية لتونس العاصمة عام 1952 م.

## النشأة
ولد فرحات حشاد يوم 2 فيفري عام 1914 م بقرية العباسية بقرقنة وهي جزيرة على سواحل صفاقس للصيادين. ولد لأب كان صياد سمك في أسرة فقيرة. التحق فرحات بالمدرسة مع التلاميذ في زمانه وحصل على الشهادة الابتدائية وانتقل بعدها إلى مجال الشغل بمدينة سوسة وكان عصامياً في تصرفاته وأعماله حيث أكمل تكوينه المعرفي والثقافي والسياسي بالمطالعة والقراءة والعمل النقابي..
اضطر بعد وفاة والده إلى ترك المدرسة والعمل لدى إحدى شركات النقل البحري في مدينة سوسة التونسية. ومنذ البداية بدأ في تكوين نواة اتحاد العمال التونسي الذي كان وقتها تابعاً للكنفدرالية العامة للشغل الفرنسية. وازداد نشاطه العمالي إلى أن اضطر لترك وظيفته بسبب هذا النشاط في عام 1939 م. فتعرّض لبعض المصاعب الاقتصادية خلال الحرب العالمية الثانية بسبب حظر النشاط السياسي فانخرط خلال الحرب في العمل التطوعي في الهلال الأحمر لرعاية الجرحى وكان يقوم بهذا العمل التطوعي في خارج أوقات العمل الرسمية.

### العمل
انتقل إلى صفاقس عام 1943 م بعد اختياره رسمياً موظفاً عاماً وهناك استأنف نشاطه العمالي في اتحاد عمال صفاقس وتزوج في نفس العام من ابنة عمه آمنة. اختلف في العام التالي مع الاتحاد الإقليمي الذي كان يتبع الكنفدرالية العامة للشغل الفرنسي. فترك الاتحاد وكوَّن هو وعدد من زملائه اتحاد النقابات المستقلة بالجنوب ودعا إلى المساواة بين العمال التونسيين وأقرانهم الفرنسيين في الحقوق المدنية والمساواة ثم بدأ الدعوة للاستقلال عن فرنسا.

### النشاط النقابي
يعتبر فرحات حشاد من الزعماء القلائل الذين التحقوا بالنضال المبكر والعمل النقابي ففي سنة 1936م أسهم في المجال النقابي داخل الكنفدرالية العامة للشغل الفرنسية وناضل بنشاط وسط هذه النقابة. وكان من ثمرات هذا المسار والنشاط الفعلي من أجل خدمة الصالح العام تأسيسه للاتحاد العام التونسي للشغل سنة 1946م وعندما أراد حشاد تأسيس هذه المنظمة ولكي تكتسب هذه المنظمة طابع الاتحاد والتعاون والانتشار نادى مجموعة من الشيوخ الزيتونيين لحضور التأسيس ومن أبرزهم العالم محمد الفاضل بن عاشور الذي أسندت إليه الرئاسة الشرفية للاتحاد.

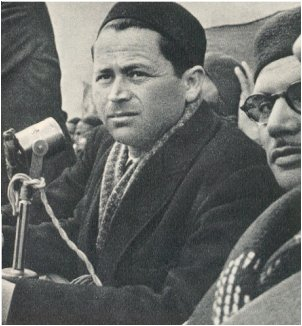
فرحات حشاد محاضراً في إحدى النقابات.

### اتحاد النقابات
عند تأسيس المنظمة ظهر اسم فرحات حشاد وطنياً ودولياً كزعيم وطني بارز ومناضل سياسي محنك ومصلح اجتماعي قوي واكتسب هذه الشهرة عندما زار بعض الدول الكبرى كالولايات المتحدة الأمريكية كمصلح بين النقابات وتجاوزت سيرته الأصقاع لما يتميز به من الخصال والسمت. أربك نشاطه القوي المستعمر بعد أن لم يستطع الوصول إليه بالسجن أو النفي كما فعلت فرنسا مع زملائه من مثل الحبيب بورقيبة وغيره، خاصة بعد أن أصبحت اهتماماته بالمقاومة والحركة الوطنية مؤيداً لهم مادياً ومعنوياً وأصبح سنة 1951م هو القائد الفعلي والزعيم السياسي للحركة الوطنية ونقابة العمال ورمزاً من رموزها.
تميز فرحات حشاد عن زملائه بالسلوك الحسن والمعاشرة الطيبة بين أقرانه وكان حبه لوطنه وشعبه وتمسكّه بهوية البلد أمور وخصال تركت أثراً طيباً على الناس ومن يحيطون به وتجلّى ذلك في المناشير والمقالات والمراسلات لكن قلمه عوّض النقص وتميّز بأسلوبه السيّال بالنضال وبمشاعر الوفاء والحب للشعب والوطن مما جعل الناس والعمال تحوم حوله. هذه الشعبية التي سيطرت على نفوس المواطنين التونسيين حرّكت غرائز الحقد في المستعمر بعد أن تيقنت فرنسا أن الرجل لن يكون متعاوناً معها أو ملبياً لطموحاتها أو مفاوضاً خنوعاً لها.

## الاستقلال
كون حشاد في عام 1946 م الاتحاد العام لعمال تونس من بين اتحاد الشمال والجنوب واتحاد عمال تونس وتم انتخابه كأول سكرتير عام لهذا الاتحاد وكان في الثلاثين من عمره. أثناء توليه هذا الموقع دخلت الحركة العمالية التونسية مرحلة الصراع من أجل التحرير والاستقلال وكانت هناك نشاطات للحركة القومية تحركها وتوجهها الدعوة للدستور الجديد. وبدأت المظاهرات والإضرابات والاحتجاجات تزداد في شوارع تونس مطالبة بالتحرير وبتحسين مستوي الحياة والعمل للتونسيين.لعب الاتحاد العام لعمال تونس بقيادة حشاد دوراً هاماً في بدء وتوجيه الحركة وراديكالية المطالب الشعبية وصعد الاتحاد التونسي إلى الاتحاد الدولي لاتحادات العمال الحرة وبدأ في حضور المؤتمرات الدولية لهذه الاتحادات منذ عام 1949 م حتى بلغ أعضاء الاتحاد التونسي عام 1951 م قرابة 120 ألف عضو من كل أنحاء ومستويات العمل في تونس فبدأ تنظيم عمليات مقاومة الاحتلال الفرنسي. بل انه اتجه إلى تشجيع تكوين اتحادات عمالية في شمال أفريقيا وأصبحت لها اولوية في اهتماماته فبدأ في تشجيع الاتحادات في المغرب والجزائر وعدا لتكوين اتحاد مستقل في ليبيا لوضع أسس اتحاد عمالي موحد ثم بعد أن تحقق له الجانب الاجتماعي والاقتصادي بدأ العمل لما بعد التحرير.

### مباحثات الاستقلال
شهدت بداية عام 1952 م فشل المحادثات المباشرة حول الاستقلال بين تونس وفرنسا وتم اعتقال الحبيب بورقيبة وكل الزعماء الوطنيين وبدأ الزعيم التونسي صالح بن يوسف الاتجاه إلى الأمم المتحدة بعد أن حظر الاستعمار التجوال واصدر قوانين الطوارئ ومنع كل الأنشطة السياسية فظهر دور الاتحاد العام للعمال في قيادة المقاومة ضد سلطات الاحتلال فبدأ فرحات حشاد في تنظيم جماعات من الناشطين في الاتحاد العام للعمال للقيام بهجمات مسلحة ضد رموز السلطات الفرنسية إضافة إلى تنظيم إضرابات وحشود رغم اعتقال ما يزيد علي 20 ألف تونسي وسافر إلى بروكسل وواشنطن ونيويورك لتوصيل صوت تونس أثناء مناقشة موضوع استقلال تونس والمغرب في مجلس الأمن.

### الحكومة الفرنسية
أدى نشاطه الزائد ضد الاستعمار الفرنسي إلى أن بدأت الحكومة الفرنسية تقلق وتحاول التخلص منه بعد أن أصبح يهدد مصالحها الاستعمارية في تونس وشمال أفريقيا عامة وبدأ التفكير في عدة خطط لإزاحته من الطريق منها وضعه في السجن أو تحديد إقامته في منزله أو حتى قتله.
في نفس الوقت بدأت التهديدات عن طريق منشورات موقعة من منظمة اليد الحمراء التي كانت تعمل مع الاستعمار الفرنسي والمخابرات الألمانية في هذا الوقت وازدادت عمليات التخريب والتهديد ضد منزله وأسرته وارتفعت الأصوات المطالبة برأسه ففي يوم 28 نوفمبر - قبل مقتله باسبوع واحد - كتبت صحيفة (باريس) التي تصدر في شمال أفريقيا أن حشاد وبورقيبة هما رأس البلاء فلماذا تترك الرأس إن في القضاء عليهما مصلحة للحياة والكرامة والشرف الفرنسي فإذا كان الرجل يهدد بقتلك اقتله أنت قبل أن يقتلك.

## الاغتيال
في صباح يوم 5 ديسمبر عام 1952 م تم تنفيذ خطة القضاء على فرحات حشاد. تبعته سيارة في الطريق من الضاحية التي كان يقطنها خارج العاصمة تونس وأطلقوا عليه النار وفرَّت السيارة هاربة ولكن حشاد أُصيب فقط في ذراعه وكتفه وتمكّن من الخروج من السيارة بعدها بثوان ظهرت سيارة أخرى وأجهزت عليه بإطلاق النار على رأسه ثم إلقائه على جانب الطريق بعد التأكّد من موته وعندما أُعلن نبأ اغتياله على الراديو في الظهيرة اجتاحت المظاهرات مدن العالم من الدار البيضاء إلى القاهرة ودمشق وبيروت وكراتشي وجاكارتا وامتدت أيضاً إلى مدن أوروبية مثل ميلانو وبروكسل وستوكهولم وتحوّلت في الدار البيضاءإلى أعمال عنف راح ضحيتها ما يقرب من أربعين شخصاً. 

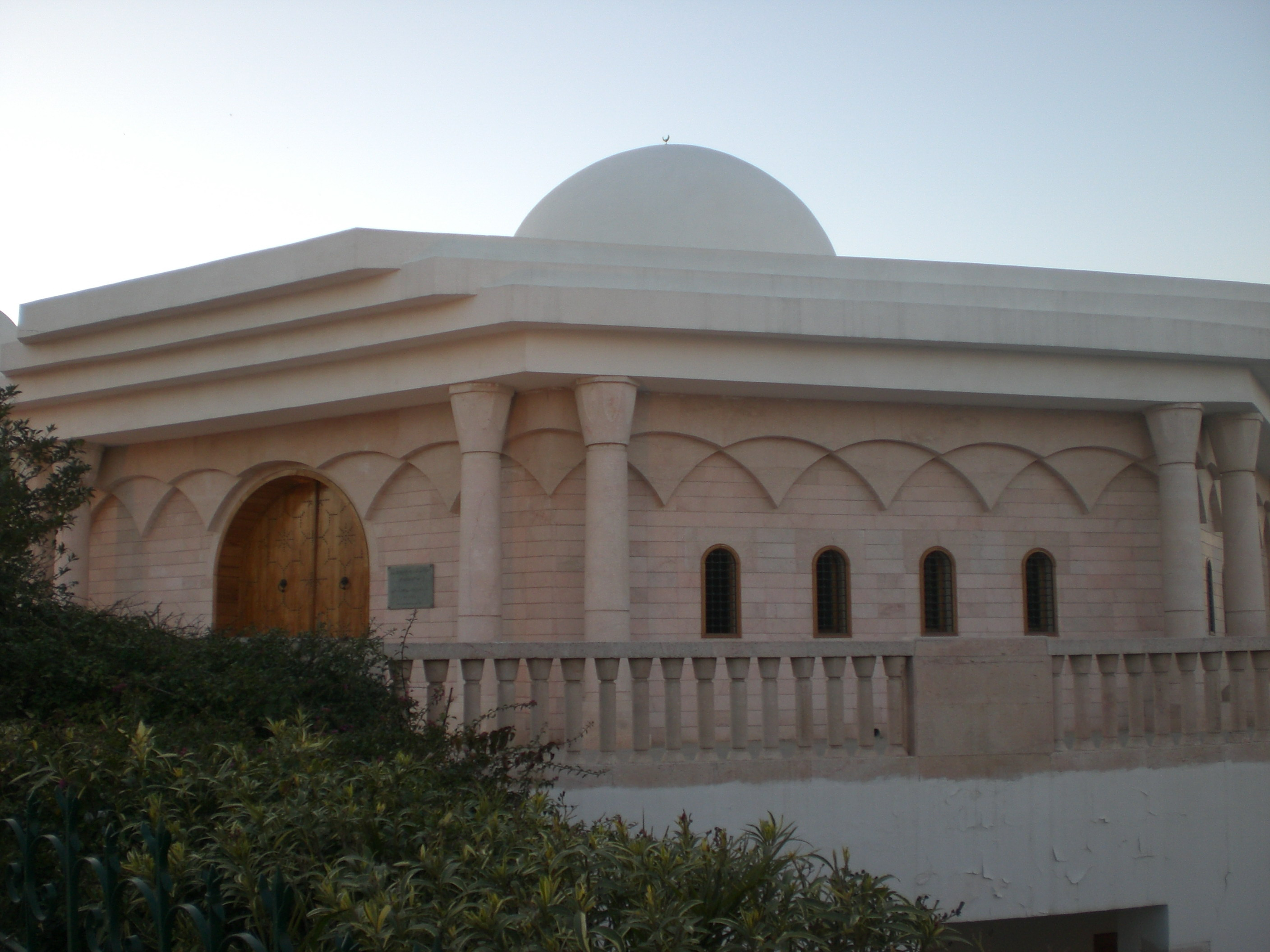
تربة فرحات حشاد بمدينة تونس.

### الدفن والجثمان
تم نقل جثمان فرحات حشاد على مركب صغير إلى جزيرة قرقنة مسقط رأسه حيث قامت أسرته بدفنه هناك ولكن تم إنشاء مدفن رسمي آخر له في تونس ونقل رفاته إليه عام 1955 م. ما زال التونسيون يحتفلون سنوياً بذكرى اغتياله كما أُنشئت باسمه جامعة في مدينة سوسة وبها أكبر مستشفى تعليمي في تونس باسم مستشفى فرحات حشاد. وفي عام 2005 تم بناء مدرسة في مدينة جنين في فلسطين المحتلة على نفقة نقابة العمال التونسية باسم ذكور الشهيد فرحات حشاد الثانوية

### الحالة الأسرية
عند وفاته ترك زوجته آمنه - أم الخير حشاد - أرملة في الثانية والعشرين من عمرها وترك ثلاثة أبناء هم نور الدين 8 سنوات وناصور 5 سنوات وجميلة 3 سنوات.

## عقب الاغتيال
لم يرق لفرنسا تصرفات وأعمال فرحات حشاد التي يقوم بها فسيطر القلق عليها وبدأت تدبر وتخطط لقتله، وكان ذلك من قبل منظمة أنشئت لهذا الغرض اسمها اليد الحمراء فاغتالته يوم 5 دسمبر 1952 م. على الساعة الخامسة صباحاً من قبل مجموعة - اليد الحمراء - كانت تنقلهم سيارتان. لم يكن هذا الاغتيال هيّنا على محبي فرحات حشاد ومن تربطه به علاقة النضال من أجل والاستقلال، فثارت المظاهرات الحاشدة التي سارت في جنازته التي لم يسبق لها نظير في تونس، وكان استشهاده شرارة لتفعيل المقاومة في تونس وتضامنت معه جماهير العالم الحر خصوصاً في المغرب الأقصى التي أظهرت ملامح الحب والإخاء لما تربطهم بفرحات من أواصر الصدق والوفاء في النضال المشترك واسترجاع حرية البلدان المغربية من قبضة المستعمر.

### مطالب بالتحقيق
مثل اغتيال الزعيم النقابي فرحات حشاد في الوقت الذي كانت فيه اللجنة السياسية للأمم المتحدة تدرس القضية التونسية تجاوزا لكل معايير السلوك الدولي إضافة إلى ما يمثله من تصعيد سياسة التصلب والقمع وإطلاق العنان لاستبداد رجال الإقامة العامة وحلفائهم في المنظمة الإرهابية الفرنسية «اليد الحمراء». خلال مؤتمر عام لاتحاد العمال التونسي طالب المؤتمرون بإعادة فتح ملف اغتيال فرحات حشاد أحد أقرب الزعماء السياسيين إلى الرئيس الراحل حبيب بورقيبة وعضو مجلس الأربعين الذي كان يستشيره ملك تونس وأوصاه بعدم القبول بالإصلاحات الهزيلة التي أرادت فرنسا في إبانه فرضها على تونس لتضمن تأبيد وجودها في البلاد وسيطرتها عليها وهو والد نورالدين حشاد الأمين العام المساعد لجامعة الدول العربية.
ومن الطبيعي ألا تتبع عملية الاغتيال أي محاولة فرنسية جدية لملاحقة الفاعلين باعتبارهم يتمتعون بحصانة من السلطات الاستعمارية آنذاك. غير أنه وبعد الاستقلال في 20 مارس عام 1956م قامت أصوات خافتة للمطالبة بمحاكمة المسؤولين عن قتل فرحات حشاد وليس أسوة بما تم مع المتهمين في قضية قتل الزعيم التونسي الكبير الآخر الهادي شاكر الذي اغتيل في 13 سبتمبر عام 1953م أي بعد أقل من عام على مقتل فرحات حشاد. إلا أن كل ذلك جوبه بنوع من التجنب.

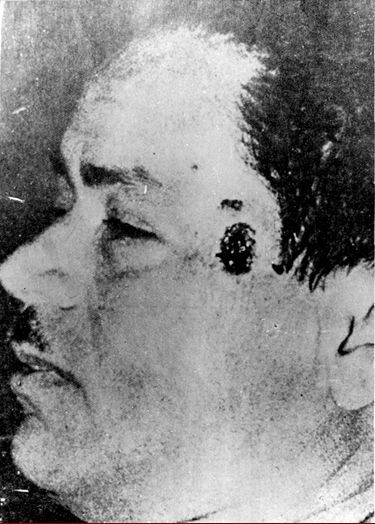
فرحات حشاد كما بدى بعد اغتياله.

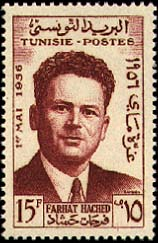
طابع بريدي حول فرحات حشاد (1956)

ارتفعت أصوات قليلة لتقول إن هذا السكوت هو عبارة عن صفقة سرية منذ استقلال تونس الداخلي في 29 مايو عام 1955 م الذي توج بعد أقل من عام بالاستقلال التام لعدم ملاحقة الفرنسيين المورطين في اغتيال فرحات حشاد وأضاف هؤلاء في إبانه أن الصفقة شملت كل الفرنسيين الذين تورطوا في اغتيال عدد من المجاهدين التونسيين والمعروفين أحيانا بالاسم والذين وبمناسبة استقلال البلاد غادروا في سرعة من أمرهم وأصبحوا خارج قدرة القضاء التونسي على ملاحقتهم. وإذ عرفت قضية اغتيال الزعيم التونسي الهادي شاكر محاكمة في سنة 1957 م انتهت باعدام اثنين من المتهمين إذ تعتبر محاكمة باطلة لا تستند إلى الشرعية القانونية بحكمها غير دستورية (محاكمة شعبية) تم فيها سماع شهود زور وتعذيب للمتهمين وأهملت التعرض للفرنسيين الذين ورد ذكرهم وبعضهم ممن كان يتسنم مناصب عالية في الإدارة الفرنسية الحاكمة في تونس أو بعض رجال الدرك. فيما إن أي ذكر لملاحقة قتلة فرحات حشاد وكلهم على ما يبدو من الفرنسيين لم يجر على لسان، وباتت قضية اغتياله نسيا منسيا.
غير أن المؤتمر الأخير الذي اعتبر الأكثر ديمقراطية بين مؤتمرات المركزية النقابية العمالية في تونس منذ زمن طويل عادت إلى الموضوع وطالبت بكشف كل أسرار هذا الاغتيال لأول مسؤول نقابي في تونس أسس اتحاد النقابات سنة 1946 م وبذلك كان أول من أسس مركزية نقابية بالمعنى الكامل للكلمة في كل إفريقيا والعالم العربي. ومما لاشك فيه أن الملاحقة الجزائية لم تعد ذات موضوع بالنسبة لقضية فرحات حشاد فقد سقطت الدعوى بالتقادم كما يقول القانونيون غير أن الزعماء النقابيين الحاليين يسعون للدفع لمعرفة من قتل فرحات حشاد ومن كان وراء ذلك الاغتيال وفي أي مستوى كان في تونس أو في باريس ومن أعطى الأوامر لذلك الاغتيال أو على الأقل الضوء الأخضر له.
ومن المؤكد أن أرشيف الخارجية الفرنسية التي كانت تتبعها تونس والمغرب بعكس الجزائر التي كانت تتبع وزارة الداخلية باعتبارها محافظة فرنسية يحتوي على أسرار ذلك ومن الناحية القانونية فإن هذا الأرشيف يمكن أن يماط عنه اللثام وتكشف أسراره، وتعطى أسماء من أمر ومن أعطى الضوء الأخضر، ومن خطط، ومن وفر الوسائل اللوجيستية ومن تولى التنفيذ لهذه العملية التي أنزلت السمعة الفرنسية إلى الحضيض في ذلك الوقت قبل 55 عاما. ويكاد يكون مؤكدا أن السلطات الاستعمارية الفرنسية التي كانت خاضعة لحفنة من الفرنسيين المقيمين في تونس والمعروفين بتطرفهم وعدائهم لكل إصلاحات تؤدي إلى استقلال البلاد، والواثقة بأن تونس قد تم استيعابها وفرنستها في طريق تنصيرها إن لم تكن قد وقفت وراء عملية الاغتيال هذه وكذلك عملية اغتيال الهادي شاكر فإنها تكون قد تركت الحبل على الغارب وبعلم منها لهذه العمليات التي لم ترفع لا من شأن فرنسا ولا من مكانتها. وقد جاء الوقت ولا شك لإلقاء ضوء الحقيقة وضبط المسؤوليات في هذا الاغتيال الذي استهجنته في إبانه كل الجهات الدولية بما فيها الأمريكية وحملت مسؤوليته للحكومة المركزية في باريس.

### خيوط الاغتيال
وأظهر فيلم وثائقي بثته قناة الجزيرة الوثائقية نهاية العام 2009 الفرنسي أنطوان ميليرو  أحد مدبري اغتيال الزعيم التونسي وقد روى تفاصيل الإعداد لتلك العملية ووقائع تنفيذها كما صرح في نفس الفيلم أنه لو طلب منه إعادة تنفيذ العملية لكررها. وهو ما اعتبر لدى حقوقيين ومحامين اعترافا بارتكاب جريمة حرب وتباهيا بها. وبادر الاتحاد العام التونسي للشغل وعائلة الضحية ومنظمات فرنسية في مارس 2010 إلى تقديم شكاوى  لدى القضاء الفرنسي ضد ميليرو استنادا إلى وثيقة اعترافه التي تم بثها لكن صدر بعد ذلك حكم قضائي برفض جميعها.
وعند زيارة الرئيس الفرنسي فرانسوا هولاند إلى تونس في 5 جويلية 2013 سلم وثائق أرشيفية متأتية من وزارة الخارجية والدفاع الفرنسيتين، يتبين منها أن عملية الاغتيال تمت بواسطة مصلحة التوثيق الخارجي ومكافحة التجسس التابعة للاستخبارات الفرنسية، وأن هناك فريق عمليات أرسل من باريس لمراقبة تحركات فرحات حشاد، وأن عملية الاغتيال قد تقررت قبل سبعة أشهر. وفي أفريل 2013 تم في باريس تدشين ساحة باسم فرحات حشاد في الدائرة 13.

## التكريم
سميت عدة مدارس بإسمه مثل المدرسة الابتدائية فرحات حشاد بقربة.

## وصلات خارجية
- فرحات حشاد على موقع الموسوعة البريطانية (الإنجليزية)